# Амэноминакануси
Амэноминакануси (яп. 天御中主 или 天之御中主神) — согласно Кодзики, является первым ками (божеством) и источником вселенной в синтоизме. В японской мифологии его описывают как «бога, который появился один» (хиторигами), первого из дзёка сансин («три бога сотворения») и одного из пяти котоамацуками («выдающихся небесных богов»).
Считалось, что концепция бога Амэноминакануси была разработана под влиянием Китайской философии, но в настоящее время большинство ученых считают иначе. С расцветом кокугаку его концепция была изучена учеными. Богослов Хирата Ацутане определил Амэноминакануси как духа Полярной звезды, повелителя семи звезд Большой Медведицы. В эпоху Мэйдзи ему поклонялись некоторые синтоистские секты.
Бог проявляется в двойственности, мужском и женском начале, соответственно Такамимусуби и Камимусуби. В мифических рассказах о происхождении бога его называют Умасиасикабихикодзи или Кунинотокотати («Бог-основатель нации»), последнее имя используется в Нихон Сёки.
Профессором Като Гэнти считает, что древнему синтоистскому божеству «Амэ-но-минака-нуси-но-ками» не было посвящено ни одной подлинной святыни времен прошлого, хотя два «недавних» храма, вада[неизвестный термин] (основан в 1659 году н. э.) и окада[неизвестный термин], предположительно посвящены этому богу. В Синсэн Сёдзироку (свиток генеалогии 1182 японских семей, составленный в 815 году) упомянуты только две семьи как потомки Амэ-но-Минака-Нуси-но-Ками: Хаттори-но-Мурадзи и Митэсиро-но-Обито.
После синбуцу бунри (реформа, проведённая после реставрации Мэйдзи, которая отделила синтоистских богов от буддизма, а буддийские храмы — от синтоистских храмов, тогда как изначально они были объединены), божество буддистского происхождения Мёкэн, как бог Полярной звезды, которому поклонялись во многих святынях, был отождествлён с Амэноминакануси.